# Dolore
La Dolore est une rivière française qui coule dans le département du Puy-de-Dôme, en région Auvergne-Rhône-Alpes  (ancienne région Auvergne). Elle prend sa source dans les monts du Livradois et se jette dans la Dore en rive gauche. C'est donc un sous-affluent de la Loire par la Dore, puis par l'Allier.

## Géographie
Selon le SANDRE, la Dolore, d'une longueur de 37,1 km, prendrait ses sources sur le territoire de la commune de Fournols, dans le massif du Livradois, à 1 002 m d'altitude (entre les lieux-dits les Communaux et les Thioles). Cependant, pour l'IGN, Géoportail ou OpenStreetMap, la Dolore prendrait sa source plus en amont, sur la commune de Saint-Éloy-la-Glacière, à 1 033 m d'altitude.
Dès le départ, elle s'oriente vers le sud, direction qu'elle maintient jusqu'à la hauteur du bourg de Saint-Bonnet-le-Chastel. Son cours s'oriente alors vers l'est, comme le fait d'ailleurs son affluent, le Beligeon, ou encore la Dore, dans laquelle elle finit par se jeter en rive gauche, en aval d'Arlanc, sur la commune de Marsac-en-Livradois, entre deux gués de la Dore, à 546 m d'altitude.
La totalité de son bassin versant fait partie du parc naturel régional Livradois-Forez.

### Communes traversées
La Dolore traverse les huit communes suivantes, d'amont vers l'aval, de Fournols (source), Chambon-sur-Dolore, Saint-Bonnet-le-Chastel, Novacelles, Saint-Sauveur-la-Sagne, Mayres, Arlanc et Marsac-en-Livradois (confluence), toutes situées dans le département du Puy-de-Dôme.

### Toponyme
La Dolore a donné son hydronyme à la commune de Chambon-sur-Dolore.

### Bassin versant
La Dolore traverse la zone hydrographique éponyme « La Dolore & ses affluents » (K283) qui couvre 130 km2 de superficie. En 2018, ce bassin versant était constitué à 61,51 % de « forêts et milieux semi-naturels » (essentiellement plantations de résineux), à 37,49 % de « territoires agricoles », à 0,99 % de « territoires artificialisés ».

## Affluents
La Dolore a huit tronçons ou affluents référencés :
- ? (rd[note 1]), 0,1 km venant de l'étang de Fournols
- le complément de la Dolore (rg), 4,1 km venant de Saint-Éloy-la-Glacière, et confluant à Fournols
- le ruisseau des Moches (rg), 3,4 km source Chambon-sur-Dolore, confluence Fournols.
- le ruisseau le Forestier, ou ruisseau de la Grive (rd), 7,5 km avec un affluent de 0,8 km sans nom
- le ruisseau de la Farge ou ruisseau de la Palle (rg), 7,3 km  sur les trois communes de Chambon-sur-Dolore (source), Champétières  et Saint-Bonnet-le-Chastel (confluence).
- le ruisseau le Mons (rg), 2,4 km sur la seule commune d'Arlanc.
- le ruisseau de la Combe (rg), 3,9 km sur la seule commune d'Arlanc.
- le ruisseau de Beligeon ou ruisseau de Bargues (rg), 12,6 km avec deux affluents

Outre ses affluents identifiées dans le cadre du projet SANDRE, la Dolore reçoit également les eaux du ruisseau des Biais ou des Palles (en rive droite, confluence à Saint-Bonnet-le-Chastel), du ruisseau de Bouringaud (en rive gauche, confluence à Saint-Bonnet le Chastel) et de plusieurs autres rus (souvent dénommé "Rieux tords")

### Rang de Strahler)
Au regard des affluents référencés, son rang de Strahler serait de trois.

## Hydrologie
La Dolore est une rivière assez régulière et abondante.

### La Dolore à Mayres
Son débit a été observé depuis le 1er novembre 1959 , sur la commune de Mayres, à 10 kilomètres avant son confluent avec la Dore. Cette station se situe 2 à 3 kilomètres avant le barrage du Chalas, cette retenue régule et donc lisse le débit naturel de ce cours d'eau. La surface ainsi étudiée est de 70 km2 soit 54 % de la totalité du bassin versant de 130 km2 de superficie.
Le module de la rivière à Mayres est de 1,16 m3/s.
La Dolore présente des fluctuations saisonnières de débit bien nettes. Les hautes eaux se déroulent en hiver et surtout au printemps, et se caractérisent par des débits mensuels moyens allant de 1,54 à 1,66 m3/s, de décembre à mai inclus (avec un maximum au mois de mars). En juin le débit chute fortement (0,983 m3/s), ce qui mène rapidement aux basses eaux d'été qui ont lieu de juillet à septembre inclus, entraînant une  baisse du débit mensuel moyen jusqu'au plancher de 0,516 m3/s au mois de septembre. Mais ces moyennes mensuelles cachent des fluctuations bien plus prononcées selon les années ou sur de courtes périodes.

### Étiage ou basses eaux
À l'étiage, le VCN3 peut chuter jusque 0,058 m3/s (58 litres), en cas de période quinquennale sèche.

### Crues
Les crues peuvent être assez importantes, compte tenu de la petitesse du bassin versant. Les débits instantanés QIX calculés pour une crue sur 2, 5, 10, 20 et 50 ans valent respectivement 14, 21, 26, 31 et 36 m3/s. Le débit instantané maximal enregistré à Mayres a été de 52,5 m3/s le 1er août 1980, tandis que le débit journalier maximal se montait à 22,8 m3/s le 18 mars 1988. La hauteur maximale instantanée a été de 191 cm le 27 août 1980,.

### Lame d'eau et débit spécifique
La Dolore est une petite rivière assez abondante. La lame d'eau écoulée dans son bassin versant est de 526 millimètres annuellement, ce qui est largement supérieur à la moyenne d'ensemble de la France (320 millimètres/an), et encore plus supérieur à la moyenne du bassin de la Loire (plus ou moins 245 millimètres/an). Le débit spécifique (ou Qsp) atteint de ce fait le chiffre robuste de 16,6 litres par seconde et par kilomètre carré de bassin.

## Aménagements et écologie
Rivière à truite, deux portions de son cours sont inscrite au programme Natura 2000, une petite population de margaritifera margaritifera étant encore présente.
Si elle souffre peu de pollution agricole, industrielle ou domestique, le reboisement en plantation de résineux de ses berges a engendré une acidification de ses eaux et un colmatage par de microparticules de nombreuses frayères.

### Barrage de Chalas
Sur la commune d'Arlanc, le barrage de Chalas est un barrage privé de type poids, à 630 m d'altitude, haut de 13,35 m, long de 70 m autrefois destiné à l'a production hydroélectrique. Il retient en moyenne 135 000 m3 d'eau et la surface du bassin est d'environ 21 000 m2 soit 2,1 hectares45° 24′ 22″ N, 3° 42′ 06″ E.